# Rainer Hirsch-Luipold

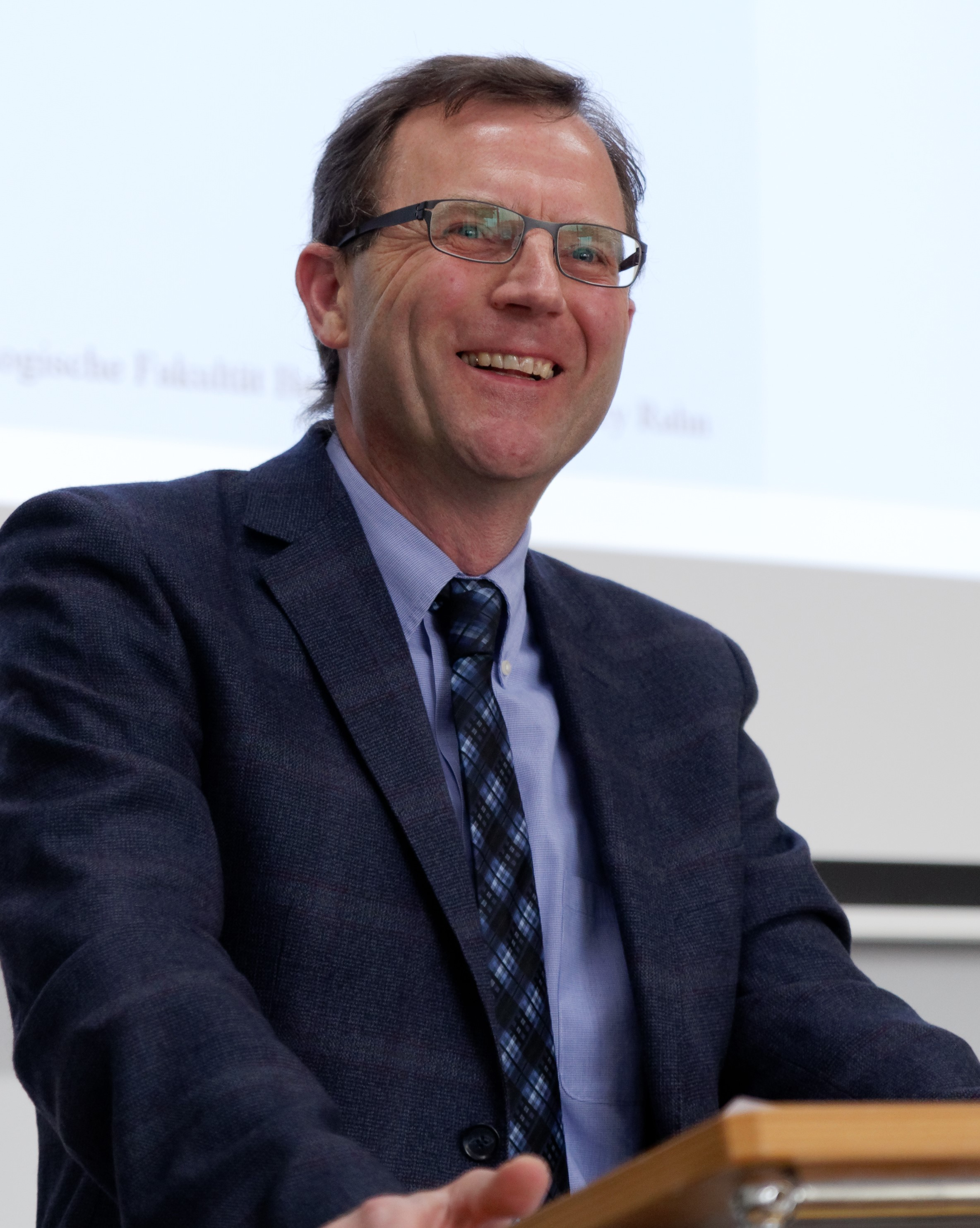
Rainer Hirsch-Luipold, 2019

Rainer Hirsch-Luipold (Geburtsname Rainer Luipold, * 21. Juni 1967) ist ein deutscher Altphilologe, Theologe und Neutestamentler.

## Leben & Werk
Nach dem Besuch der Evangelisch-theologischen Seminare in Maulbronn und Blaubeuren (1981–1986) studierte Hirsch-Luipold seit 1987 Evangelische Theologie und Griechische Philologie an den Universitäten Tübingen, München, Cambridge und Berlin und legte 1994 die 1. theologische Dienstprüfung ab. Anschließend arbeitete er von 1995 bis 2000 als Wissenschaftlicher Mitarbeiter am Lehrstuhl für Biblische Theologie der Universität Bayreuth bei Reinhard Feldmeier, später von 2003 bis 2006 in Göttingen. Während des Vikariats in Großsachsenheim (2000–2002) wurde Hirsch-Luipold 2001 mit der Dissertation Bild und Bildersprache bei Plutarch an der Universität Heidelberg promoviert.
Von 2006 bis 2011 leitete Hirsch-Luipold die Emmy Noether-Nachwuchsforschergruppe Ratio religionis: Religiöse Philosophie und philosophische Religion in der frühen Kaiserzeit. Im akademischen Jahr 2010/2011 war er Assoziierter Fellow am Göttinger Lichtenberg-Kolleg. Nach einer Lehrstuhlvertretung an der LMU München im Wintersemester 2010/2011 trat er im August 2011 die Stelle als Ordentlicher Professor für Neues Testament und Antike Religionsgeschichte an der Universität Bern an. Seit 2015 ist er zudem Außerordentlicher Professor an der University of Stellenbosch (Südafrika), Department of Ancient Studies. Von Mai bis Juli 2021 war er Gastprofessor am Royal Netherlands Institute in Rom.
Zu den Arbeits- und Forschungsschwerpunkten von Hirsch-Luipold gehören die Geschichte der religiösen Philosophie und philosophischen Religion der Kaiserzeit, insbesondere im Platonismus jüdischer, christlicher und pagan-religiöser Prägung. Ein besonderes Augenmerk liegt dabei auf Forschungen zur Bedeutung Plutarchs für die Erforschung des Neuen Testaments. Weitere Schwerpunkte sind die johanneische und paulinische Theologie und Ethik sowie die Interpretation bildhafter Sprache. Seit 2000 ist Hirsch-Luipold Mitherausgeber der interdisziplinär angelegten Reihe SAPERE (Scripta Antiquitatis Posterioris ad Ethicam Religionemque Pertinentia). Zudem ist er Bereichsherausgeber der Encyclopedia of the Bible and its Reception und gehört zum Editorial Board der Zeitschrift Novum Testamentum sowie der Reihe Brill’s Plutarch Studies. Als langjähriges Mitglied des Steering Committee der Corpus Hellenisticum Novi Testamenti-Gruppe der Society of Biblical Literature pflegt Hirsch-Luipold weltweite Kontakte im Bereich der religionsgeschichtlichen Umgebung des Neuen Testaments.
Abgeschlossene und laufende Forschungsprojekte spannen einen Bogen von neutestamentlichen Kommentaren (Johannesevangelium für NTD und Epheserbrief für ThHNT) über Konfliktforschung (IFK Religious Conflicts and Coping Strategies) bis hin zu "Epilepsie und Spiritualität" (in Zusammenhang mit dem Berner Inselspital).